# Knezha (huyện)
Knezha là một huyện thuộc tỉnh Pleven, Bungaria. Dân số thời điểm năm 2001 là 17079 người.